# Segre (fiume)
Il Segre (in francese Sègre) è un fiume del sud della Francia e del nord della Spagna (Catalogna e Aragona).

## Geografia
Il Segre è un fiume che ha la sorgente nel pic du Sègre, nel comune di Llo (dipartimento dei Pirenei Orientali).
Dopo 20 chilometri in territorio francese, il suo corso continua in territorio spagnolo. Si getta nell'Ebro (di cui costituisce il maggior affluente per portata d'acqua) a Mequinenza, nell'Aragona.

## Dipartimenti e principali città attraversate
- Francia: Pirenei Orientali: Llo, Bourg-Madame
- Catalogna: Llívia, Puigcerdà, La Seu d'Urgell, Balaguer, Lleida
- Aragona: Mequinenza

## Principali affluenti
- le Vanéra
- Il Carol
- L'Angoustrine
- Rio Duran
- Rio de Llosa
- la Noguera Pallaresa
- la Noguera Ribagorzana
- le Cinca